# Nglutung
Nglutung is een bestuurslaag in het regentschap Tulungagung van de provincie Oost-Java, Indonesië. Nglutung telt 3545 inwoners (volkstelling 2010).